# Guaro
Guaro er en by og kommune i det sydlige Spanien i provinsen Málaga. Den har et indbyggertal på 2.469 (2024) indbyggere.